# Maneschijnpolder
De Maneschijnpolder is een polder ten noorden van Sint Anna ter Muiden, behorend tot de Sluisse- en Zwinpolders.
Het poldertje van 26 ha ligt bij de voormalige haven van Sint Anna ter Muiden. De polder werd vermoedelijk bedijkt in 1282 door Pieter Maene. Vandaar komt de naam “Maenschen polre”, later “Maenschyn polre". Tijdens de Sint-Elisabethsvloed van 1404 overstroomde de polder. Ze werd herdijkt in 1407.
De oostgrens van de polder wordt gevormd door de Graaf Jansdijk, in het westen grenst ze aan de Brixuspolder, en de zuidpunt grenst aan de kom van Sint Anna ter Muiden.